# 龙市镇 (隆昌市)
龙市镇，是中华人民共和国四川省内江市隆昌市下辖的一个乡镇级行政单位。2019年12月，撤销迎祥镇和周兴镇。将原迎祥镇迎祥社区、高星社区、芦稿村、锯子村、武棚村、关圣村、大碑村、清和村、杨家山村、长坡村、松杉村、龙溪村、高家村、新庙村、五灵村、飞蛾村、三会村、薄刀村、水竹村、华盛村、水龙村所属行政区域划归龙市镇管辖。将龙市镇大云村、贺家湾村、涂家场村、普照村、黄坡村、林峰村、骑龙村、两路口村、堰塘湾村所属行政区域划归古湖街道管辖。

## 行政区划
龙市镇下辖以下地区：
龙市社区、东岳村、双院村、双龙村、叶家村、朱家坝村、济元村、付家湾村、骑龙村、林丰村、崇佛村、席马村、江夏村、岩湾村、点灯村、半边街村、鸦石村、云龙村、两路口村、堰塘湾村、大云村、贺家湾村、大牌坊村、福庆村、三块碑村、甲子湾村、普照村、涂家村、黄坡村和槐树村。